# Westelijke Tatra

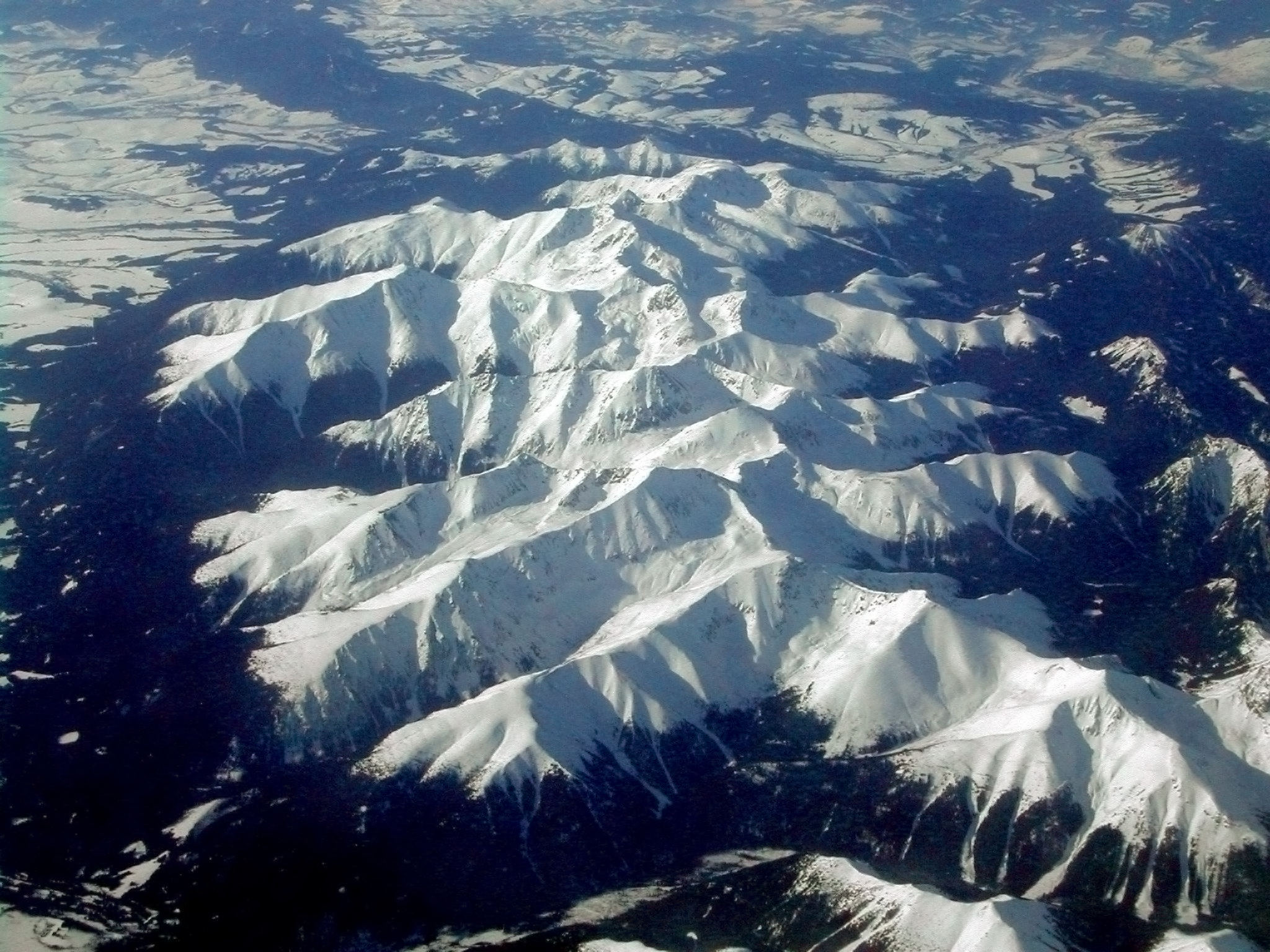
De Westelijke Tatra in de winter

De Westelijke Tatra (Slowaaks: Západné Tatry; Pools: Zachodnie Tatry) is een gebergte in Slowakije en voor een klein deel ook in Polen.
Het gebergte ligt ten westen van de Hoge Tatra en ten oosten van de Grote en Kleine Fatra. Dit gebied staat bekend om haar goed bewaard gebleven tradities en folklore. Het is eveneens een populair skigebied.

## Zie ook

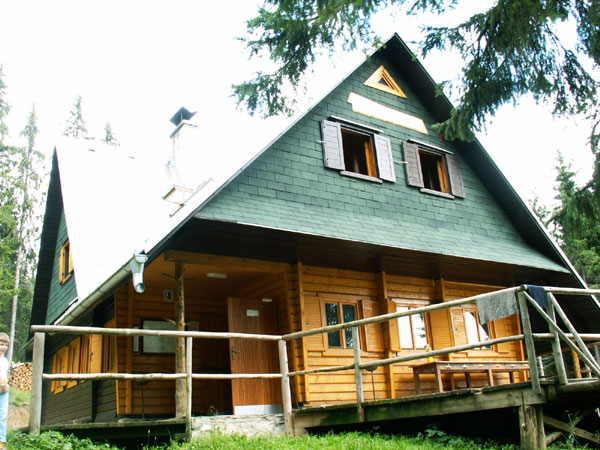
Berghut in de Westelijke Tatra